# Мой брат (фильм, 1969)
«Мой брат» — советский детский короткометражный художественный фильм в жанре киноновеллы, поставленный режиссёром Дмитрием Крупко по собственному сценарию на Центральной киностудии детских и юношеских фильмов им. М. Горького в 1969 году.

## Сюжет
Семилетний мальчик рассказывает о своём отчаянно смелом одиннадцатилетнем брате — защитнике слабых, который не пугается драчливых мальчишек, задумавших испугать братьев, посмеяться над ними и не дать им дойти до моря.

## Съёмочная группа
Состав съёмочной группы
| Автор сценария и режиссёр-постановщик | Дмитрий Крупко                                                                          |
| Оператор-постановщик                  | Юрий Дьяконов                                                                           |
| Художник-постановщик                  | Владимир Богомолов                                                                      |
| Композитор                            | Владимир Рубашевский                                                                    |
| Звукооператор                         | В. Вольский                                                                             |
| Гримёр                                | Наум Маркзицер                                                                          |
| Ассистент режиссёра                   | Б. Тоценко                                                                              |
| Ассистенты оператора                  | В. Ульянкин, С. Крупников                                                               |
| Монтажёр                              | Е. Квятковская                                                                          |
| Редактор                              | С. Рубинштейн                                                                           |
| Директор картины                      | Л. Бланк                                                                                |
| В ролях                               | Вася Гаврик, Олег Кандауров, Вася Подлипский, Женя Якимов, Вова Шпараев, Сергей Киселев |

## Техническое описание
Киноновелла «Мой брат» была снята в 1969 году на Центральной киностудии детских и юношеских фильмов им. М. Горького на плёнке, состоящей из двух частей, общей длиной 511 метров, продолжительность экранного времени 18 (по другим источникам 19) минут. Фильму было выдано прокатное удостоверение РУ 19.XII.1969 г.

## Награды
В 1969 году на VI (по другим источникам — на VII) кинофестивале учебных фильмов ВГИК ленте «Мой брат» был присуждён диплом жюри за лучший детский фильм.

## Критика
Кинорежиссёр Сергей Соловьёв, отучившийся на одном курсе с Дмитрием Крупко, впоследствии отзывался о снятой тем учебной картине «Мой брат», как о снятой «каким-то своим, совершенно диким способом, абсолютно „антипрофессионально“», но при этом получившейся очень хорошей, своеобразной, очень индивидуальной. По мнению Соловьёва, успешность ленты была вызвана тем, что она была снята Крупко на самом интереснейшем «материале», которым являлся он сам.
Александр Белобоков отмечал, что в картине «Мой брат» Крупко развил творческий приём, найденный в первой снятой им ленте «Колодец», когда диалог подаётся от лица самого маленького из мальчишек — героев фильма, и именно им же производится закадровое комментирование происходящего на экране, озвучивающее осмысление эти малышом поступков ребят.